# Пискарешты
Пискарешты, Пискэрешть (рум. Piscăreşti) — село в Резинском районе Молдавии. Наряду с селом Сырково входит в состав коммуны Сырково.

## География
Село расположено на высоте 197 метров над уровнем моря.

## Население
По данным переписи населения 2004 года, в селе Пискарешты проживает 500 человек (243 мужчины, 257 женщин).
Этнический состав села:
| Национальность | Число жителей | Процентный состав |
| -------------- | ------------- | ----------------- |
| молдаване      | 492           | 98.4              |
| русские        | 4             | 0.8               |
| украинцы       | 3             | 0.6               |
| румыны         | 1             | 0.2               |
| Всего          | 500           | 100%              |